# Бесчастнов, Иван Васильевич
Ива́н Васи́льевич Бесча́стнов (1 декабря 1925, Панфилово, СССР — 5 января 1996, Челябинск, Россия) — советский и российский скульптор и художник-живописец; член Союза художников СССР (1963), участник Великой Отечественной войны.

## Биография
Родился 1 декабря 1925 года в селе Панфилово, близ Мурома. Окончил среднюю школу № 10 города Мурома.
В 1942 году поступил в Казанское военно-пехотное училище, в миномётный взвод, но не окончил обучение, будучи призванным на фронт пехотинцем. В июле 1943 года направлен на фронт под Орёл (северный конец Курской дуги). Воевал в 26-й гвардейской дивизии на Брянском фронте. Под городом Карачевом Брянской области был тяжело ранен. Находясь в госпитале, рисовал раненых, а через полгода был комиссован.
Вернувшись в Муром, работал художником-оформителем на заводе.
С 1945 по 1946 годы учился на живописно-педагогическом отделении Ивановского художественного училища, поступив сразу на второй курс (среди сокурсников — залуженный художник РСФСР Ф. В. Шапаев), а с 1947 по 1953 годы на скульптурном отделении Ленинградского института живописи, скульптуры и архитектуры им. И. Е. Репина (учителя — народный художник СССР профессор В. В. Лишев, И. В. Крестовский, А. П. Тимченко). Дипломная работа в ВАХ— «Д. А. Фурманов» (оценка — хорошо, присвоена квалификация художника-скульптора).
С 1955 года проживал в Челябинске, где в 1963 году принят в Союз художников СССР. Награждён почетными грамотами СХ РСФСР и Челябинского облисполкома.
В период с 1971 по 1986 годы избирался членом правления и председателем скульптурной секции челябинского отделения Союза художников РСФСР.
В 1987 году Челябинской студией телевидения о творчестве скульптора был снят телефильм.
Скончался 5 января 1996 года в Челябинске, похоронен на Успенском кладбище.

## Творчество
Период формирования мировоззрения и творческих принципов художника пришёлся на время социалистического реализма, что нашло своё отражение в монументальной, станковой пластике и в скульптуре малых форм: памятник М. И. Калинину (Челябинск, 1976), памятник Герою Советского Союза Н. И. Кузнецову (Челябинск, 1977), памятник П. И. Чайковскому (Челябинск, 1990), мемориальная доска уральскому краеведу В. П. Бирюкову (Челябинск, 1975), «Портрет П. П. Бажова» (1960), «Сережа» (1973), «Портрет художника А. С. Пруцких» (1977).
Выполнил серию портретов металлургов и тракторостроителей, портреты русских писателей Н. А. Некрасова и Л. Н. Толстого. На конкурсе моделей каслинского литья (1959) получил премию за настольный бюст П. П. Бажова. В скульптуре малых форм исполнил пять ажурных рельефов по сказам П. П. Бажова (1980-е): «Каменный цветок», «Про Великого Полоза», «Ермаковы лебеди», «Серебряное копытце», «Золотой Волос» (1979), широко тиражированных в каслинском художественном литье.
Произведения художника находятся в музеях и картинных галереях России в том числе в созданной им совместно с художниками Василием Серовым и Сергеем Чирковым Панфиловской сельской картинной галереи.
Персональные выставки
- 1976 — с. Панфилово Владимирской обл., 1-я и 2-я (1976)
- 1985/86 — Челябинск
- 1986 — Муром Владимирской области
- 1987 — с. Панфилово Владимирской обл.

Групповые выставки
С 1955 года участвовал в областных и городских художественных выставках в том числе с первой по седьмую зональную выставки.
- 1960 — Москва (1-я республиканская художественная выставка «Советская Россия»),
- 1971 — Москва («Художники Урала, Сибири, Дальнего Востока»),
- 1979 — Магнитогорск (юбилейная художественная выставка «50 лет Магнитогорску»),
- 1982 — Ворошиловград (выставка произведений челябинских художников),
- 1989 — Москва («Художники Челябинска»).